# رایچناو کارینتیا
رایچناو کارینتیا (به آلمانی: Reichenau) یک منطقهٔ مسکونی در اتریش است که در ناحیه فلدکیرشن واقع شده‌است. رایچناو کارینتیا ۲٬۰۱۹ نفر جمعیت دارد.

## خواهرخوانده
شهر نرزینگن خواهرخواندهٔ رایچناو کارینتیا هست.